# ليفربول موسم 2005–06
كان موسم 2005–06 هو الموسم الـ114 في تاريخ نادي ليفربول لكرة القدم، والعام الرابع والأربعين على التوالي في الدوري الممتاز، ويغطي الفترة من 1 يوليو 2005 إلى 30 يونيو 2006. أنهى ليفربول الموسم في المركز الثالث بفارق تسع نقاط عن تشيلسي البطل. فازوا بكأس الاتحاد الإنجليزي للمرة السابعة بعد فوزهم على وست هام يونايتد في النهائي بنتيجة 3–1 بركلات الترجيح بعد التعادل 3–3.